# Miklós Rózsa
Miklós Rózsa (ou Miklos Rozsa - 1907-1995) foi um compositor húngaro.

## Biografia
Rozsa nasceu em Budapeste, em 18 de abril de 1907. Ainda jovem, compôs obras neoclássicas, além de balés e sinfonias em Paris e Londres, antes de ser contratado pelo seu compatriota Alexander Korda, para o arranjo musical de seu primeiro filme, "Knight Without Armour", em 1937. Três anos depois, foi com Korda para Hollywood, onde desenvolveu um estilo que destacava impacto psicológico, fossem em suspenses ou policiais noir, muito em moda nos anos de 1940.
São "Pacto de Sangue"(1944), "Quando fala o Coração"(1945) e "Os Assassinos"(1946), suas primeiras obras musicais para o cinema americano. Ganhou seu primeiro Óscar como compositor, em 1946, pela composição de "Spellbound" (ou "Quando fala o Coração", título brasileiro). Mas sua mais destacada trilha é a do filme Farrapo humano com Ray Miland, quando usou o sintetizador Theremin na orquestra.

## Rozsa e sua época de ouro na Metro-Goldwyn-Mayer
Em 1949, Miklos foi contratado pela Metro-Goldwyn-Mayer para ser um dos compositores daquele estúdio. Foram momentos altamente produtivos para o compositor húngaro. No ano seguinte, sua primeira trilha para MGM, "Quo Vadis, marcou o início de uma nova fase para o músico e maestro, que saiu do estilo psicológico e noir dos filmes policiais dos anos de 1940, para o estilo épico e religioso, inspirado num estilo grego-romano clássico. 
Rozsa ainda realizou outras trilhas sonoras para Metro, como Júlio César,  "Todos os Irmãos eram Valentes"(1953), "O Veleiro da Aventura"(1952), "Ivanhoé"(1953), "Os Cavaleiros da Távola Redonda"(1954), e "Tributo a um Homem Mau"(1958). Recebeu 17 indicações para o Oscar, tendo recebido em sua carreira apenas três: "Quando fala o Coração"/Spellbound(1945), A Double Life(1947), e "Ben-Hur"(1959).
Ben-Hur foi um marco memorável em sua carreira, no final da década de 1950. Na década seguinte, com o Óscar conquistado por "Ben-Hur", e o contrato com a Metro(nesta época, Louis B. Mayer não era mais o chefão, pois havia falecido)já em fase de expiração, ainda compôs as trilhas de mais dois épicos espetaculares: "Rei dos Reis"/ King of Kings (1961), ainda para a Metro, e El Cid (filme), para a Allied Artist, firmando o compositor húngaro como um mestre definitivo do gênero épico. Possivelmente, Miklos Rozsa é mais lembrado pelas composições em filmes épicos e religiosos do que pelas composições iniciais de sua carreira. Com o passar dos anos, seu talento não diminuiu, recebendo inclusive o título de "Doutor".

## Rozsa depois da MGM
Encerrando seu contrato com o estúdio da "Marca do Leão", Miklos se tornou independente e disponível para outros estúdios que quisessem contratá-lo. Em 1967, compôs para a Warner Brothers a trilha de "Os Boinas Verdes"/The Green Barett, película de Guerra estrelada por John Wayne e David Janssen. Nos anos de 1970, quando os filmes épicos e bíblicos saíram da moda em Hollywood, Rozsa produziu trilhas para outros gêneros, como "A Vida Íntima de Sherlock Holmes"(1970), "Providence"(1977), "Fedora"(1978), e "Um Século em 43 minutos"(1979).
Em 1982, Rozsa compôs sua última trilha sonora para um filme de Hollywood: "Cliente Morto Não Paga", estrelado por Steve Martin. O Filme era uma paródia sobre os clássicos filmes noir da década de 1940. O compositor, aos 75 anos de idade, foi chamado para executar e resgatar os arranjos daqueles filmes(que ele mesmo compôs) e produzir a trilha do filme. Magnífico.
Miklos Rozsa é o ponto de referência para muitos compositores de trilhas para filmes que surgiram posteriormente, como Maurice Jarre e John Williams.
Vivendo o restante da vida nos Estados Unidos com sua família, com sua aposentadoria, e ainda se apresentando publicamente como convidado em palestras sobre a arte da música, o grande compositor das trilhas épicas faleceu em julho de 1995, aos 88 anos de idade. Uma vida certamente bem vívida, e o legado de sua obra para as telas grandes não pode passar despercebido.
No Brasil, existem poucos fãs de sua obra, mas existem, com certeza. Foram lançados, tanto nos EUA como no Brasil, Lps e álbuns de vinil de suas composições, fora Long Plays de filmes que ele compôs. Até hoje, sua obra pode ser encontrada, em CD Compact Disc, em lojas conceituadas ou até mesmo pela Internet.

## Fonografia parcial de sua obra para o cinema
- Knight Without Armour(1937)
- The Spy in Black (1939)
- As Quatro Penas Brancas (1939)
- The Thief of Bagdad (1940)
- Sundown (filme de 1941)
- Pacto de Sangue(1944)
- Dark Waters (1944)
- Quando Fala o Coração/Spellbound(1945)- OSCAR
- Assassinos/The Killers(1946)
- Brutalidade/Brutal Force(1947)
- A Double Life (1947)- OSCAR
- Baixeza/Criss Cross(1949)
- The Bribe (1949)
- Quo Vadis(1951)
- O Veleiro da Aventura(1952)
- Todos os Irmãos Eram Valentes (All The Brothers Were Valiant) (1953)
- Ivanhoé, o Vingador do Rei/Ivanhoe(1953)
- Green Fire (Tentação Verde)
- O Cavaleiros da Távola Redonda/Knights of The Round Table(1954)
- Sede de Viver/Lust for Life(1957)
- Tributo a um Homem Mau(1958)
- Ben-Hur (1959)- OSCAR
- Rei dos Reis/King of Kings(1961)
- El Cid (1961)
- Sodoma e Gomorra/The Last Days of Sodom and Gomorah(1962)
- Os Boinas Verdes (1967)
- A Vida Íntima de Sherlock Holmes (1970)
- Providence (1977)
- Fedora (1978)
- Um Século em 43 minutos (1979)
- O Buraco da Agulha The Eye of the Needle (1981)
- Cliente morto não paga (1983)

Rozsa é vencedor de três Oscars como compositor:
- Spellbound
- A Double Life
- Ben-Hur